# Петар Мазев
Петар Мазев (Кавадарци, 10. фебруар 1927 – Скопље, 13. март 1993) био је македонски сликар и педагог, један од кључних представника модернизма и постмодернизма у македонској уметности.

## Биографија
Дипломирао је на Академији ликовних уметности у Београду 1953. године. Био је члан авангардне групе „Мугри“. Самостално је излагао у Скопљу, Београду, Загребу, Љубљани и Њујорку.
Прве слике му одишу експресионизмом (Црвенокоса, 1957), а након тога је усвојио метафизичко сликарство (Оплакивање, 1958). 1960-их се окренуо апстрактном сликарству препознатљивом по карактеристикама везанима уз македонско поднебље.
Након кратког експериментисања с геометризмом у 1970-има, Мазев се вратио експресионизму, с којим је и почео своју каријеру (Крст, 1971; Жена, 1972; Собир, 1991; Тројца, 1993).
Аутор је више мозаика, од којих је најпознатији и највећи онај у спомен-костурници код Велеса (1979—1980). Позната је и његова фреска у Скопској железарници (1967).
Данас се његова дела налазе по галеријама у Македонији, САД, Немачкој, Швајцарској, Србији, Хрватској и осталим земљама.